# Де ла Фуэнте, Аида
Аида де ла Фуэнте Пенаос, Аида Лафуэнте (исп. Aida de la Fuente Penaos; 25 февраля 1915, Леон, Испания — 13 октября 1934, Овьедо, Испания) — коммунистка Испании, героически погибла при подавлении Октябрьского восстания в Астурии.

## Биография

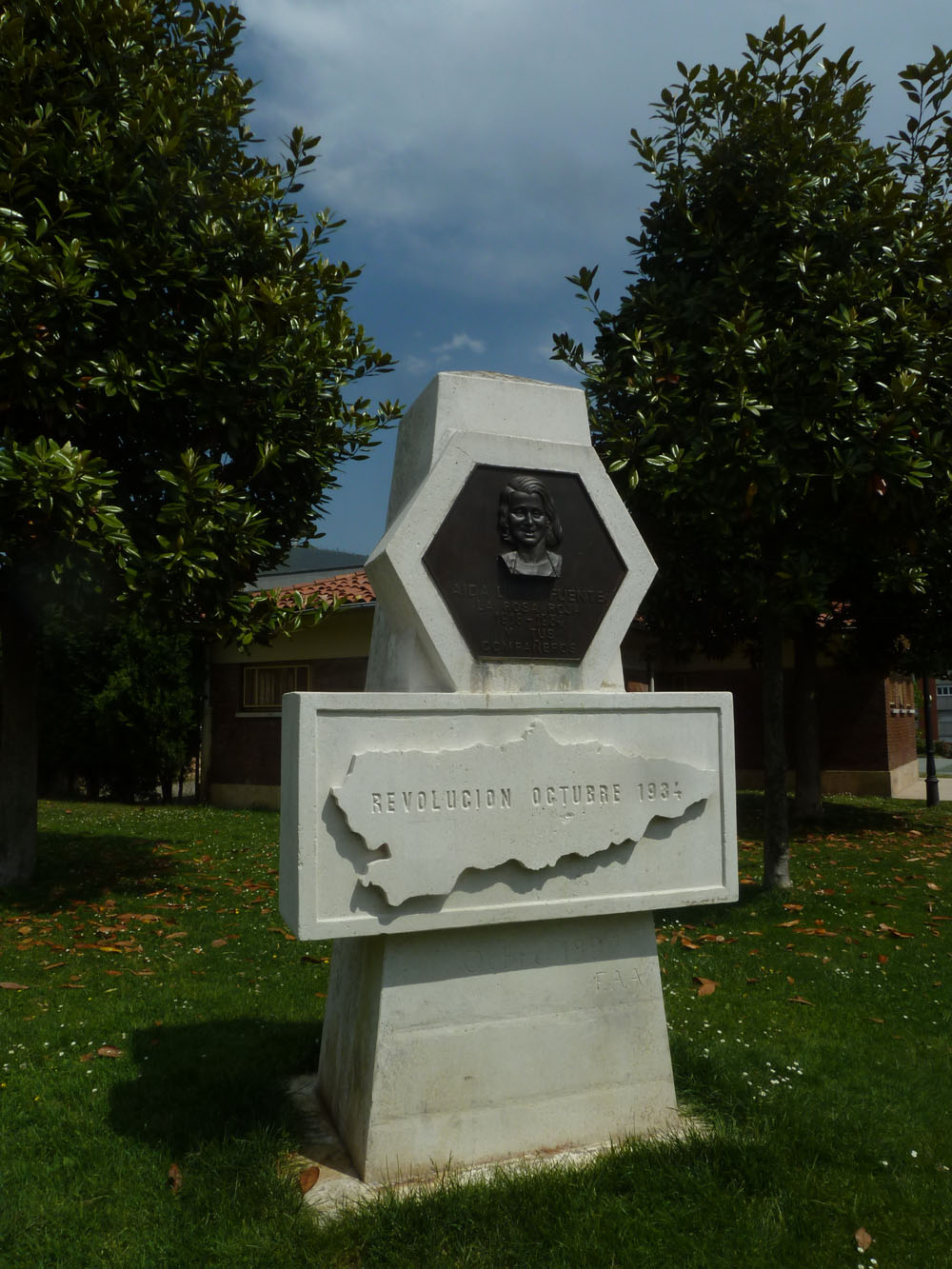
Памятник Аиде де ла Фуэнте.

Аида де ла Фуэнте родилась 25 февраля 1915 года в Леоне. До октября 1934 года о жизни Аиды известно мало. Отец перевез семью в Овьедо, где он участвовал в организации местного отделения Коммунистической партии Испании. Аида вместе с братьями была активным участником организации Коммунистическая молодежь Испании.
Во время Октябрьского восстания Аида де ла Фуэнте ухаживала в госпитале за раненными рабочими, помогала в организации доставки к бойцам питания и кофе. 13 октября 1934 года Аида де ла Фуэнте была убита. По одной из версий Аида погибла за щитом пулемета на колокольне церкви Святого Петра в Овьедо пытаясь остановить прорыв 21-й роты подполковника Хуана Ягуэ. По другой — была расстреляна болгарским офицером Испанского легиона Димитрием Ивановым.
С победой Народного фронта на выборах 1936 года Аида де ла Фуэнте или, как её стали называть, Аида Лафуэнте стала одним из символов испанских коммунистов. В 1935 году поэт Артуро Серрано Плаха посвятил ей стихотворение «Destierro infinito». 29 февраля 1936 года в Мадриде на митинге Народного фронта Рафаэль Альберти прочитал написанное им и посвященное Аиде де ла Фуэнте стихотворение «Либертария Лафуэнте»:               
Я хочу, чтоб она поднялась из могилы.

К пулемету припав, одна 

против сотен сражалась она, 

против мрачной, разнузданной своры. 

Кто посмеет это оспорить?
После начала Гражданской войны имя Аиды Лафуэнте появилось на агитплакатах. В октябре 1936 года 1-й астурийский батальон был переименован в честь Аиды Лафуэнте, в Хихоне появилась улица с её именем. 16 февраля 1937 года на митинге в Хихоне социалист Морено Матео, выступая от имени Социалистической партии Астурии, назвал Аиду символом героизма женщин Астурии.
В период перехода Испании к демократии родился «миф», что Аида погибла не за пулеметом, а была убита пока прыгала через скакалку в возрасте шестнадцати лет (хотя на момент гибели Аиде было 19 полных лет). Так, например, поется в песне «Аида Лафуэнте», ставшей широко известной в Испании в 1976 году благодаря Виктору Мануэлю. 6 апреля 1995 года городской совет Овьедо постановил назвать в честь Аиды Лафуэнте главную аллею в парке Святого Петра и установить памятник. На установленном в 1997 году памятнике в соответствии с «мифом» указана неверная дата рождения Аиды де ла Фуэнте – 1918 год вместо 1915 года.